# Glamorama
Glamorama (titre original : Glamorama) est un roman écrit par Bret Easton Ellis, publié en 1998.
Il narre l'histoire d'un jeune mannequin américain, Victor Ward, entraîné malgré lui dans un complot mêlant politique et terrorisme entre New-York et l'Europe.
''Glamorama est le roman de Bret Easton Ellis qui pousse le plus loin l'aspect schizophrénique et paranoïaque caractéristique de l'auteur. Il montre la société de consommation en citant beaucoup de marques réelles.[réf. nécessaire]

## Univers du roman
Le personnage de Victor Ward apparaît également dans un autre roman de Bret Easton Ellis, Les Lois de l'attraction.
À savoir aussi, les personnages de Sean Bateman (Les Lois de l'attraction), Lauren Hynde (Les Lois de l'attraction) et Patrick Bateman (American Psycho) font une courte apparition dans Glamorama sans compter les participations d'acteurs existants comme Skeet Ulrich.
Une DJ du nom de Mica est retrouvée éviscérée dans une poubelle à Hell's Kitchen, il est donc très fortement probable qu'elle ait été tuée par Patrick Bateman (American Psycho), tueur psychopathe, à qui il arrive de se débarrasser du corps de ses victimes à ce même endroit.
Au fur et à mesure du récit, trois éléments environnementaux caractérisent de plus en plus systématiquement les lieux visités par Victor Ward : un froid glacial, des confettis un peu partout et des mouches.